# Naďa Hejná
Naďa Hejná, rozená Pietrová (6. října 1906 Martin – 8. února 1994 Štiavnička), byla slovenská herečka.
Jejím otcem byl Miloš Pietor, matka Mária Pietrová.

## Život
Žila v Martině. Působila jako členka Slovenského komorního divadla, Divadla SNP. Hrávala s ochotníky v Banské Bystrici.

## Filmografie
- 1949: Katka
- 1953: Pole neorané (Karabule)
- 1958: V hodině dvanácté (Chladoňová)
- 1959: Dům na rozcestí (Kortanová)
- 1964: Případ Barnabáš Kos (Ružičková)
- 1964: Senzi máma (tetka)
- 1965-1967: Marketa Lazarová (paní Kateřina)
- 1970: Zločin slečny Bacilpýšky (Svoreňová)
- 1973: Očovské pastorále (matka Golianová)
- 1975: Nevěsta s nejkrásnějšíma očima (babička)
- 1976: Deset procent naděje (stařenka)
- 1976: Růžové sny (babička)
- 1977: Bílá stužka ve tvých vlasech (Slaninková)
- 1980: Nevěsta k zulíbání (babička)
- 1981: Pták nociar (stará žena)
- 1983: Mrtví učí živé (paní Herdová)
- 1983: Sbohem, sladké dřímoty (babička)
- 1984: Oldřich a Božena (zaklínačka)
- 1985: Zapomeňte na Mozarta (Salieriho matka)
- 1988: Štěk (Nora Hradská)

## Památky
- hrob na Národním hřbitově v Martině